# Zamarada phoenopasta
Zamarada phoenopasta är en fjärilsart som beskrevs av Fletcher 1974. Zamarada phoenopasta ingår i släktet Zamarada och familjen mätare. Inga underarter finns listade i Catalogue of Life.